# فرمیکوفیلیا

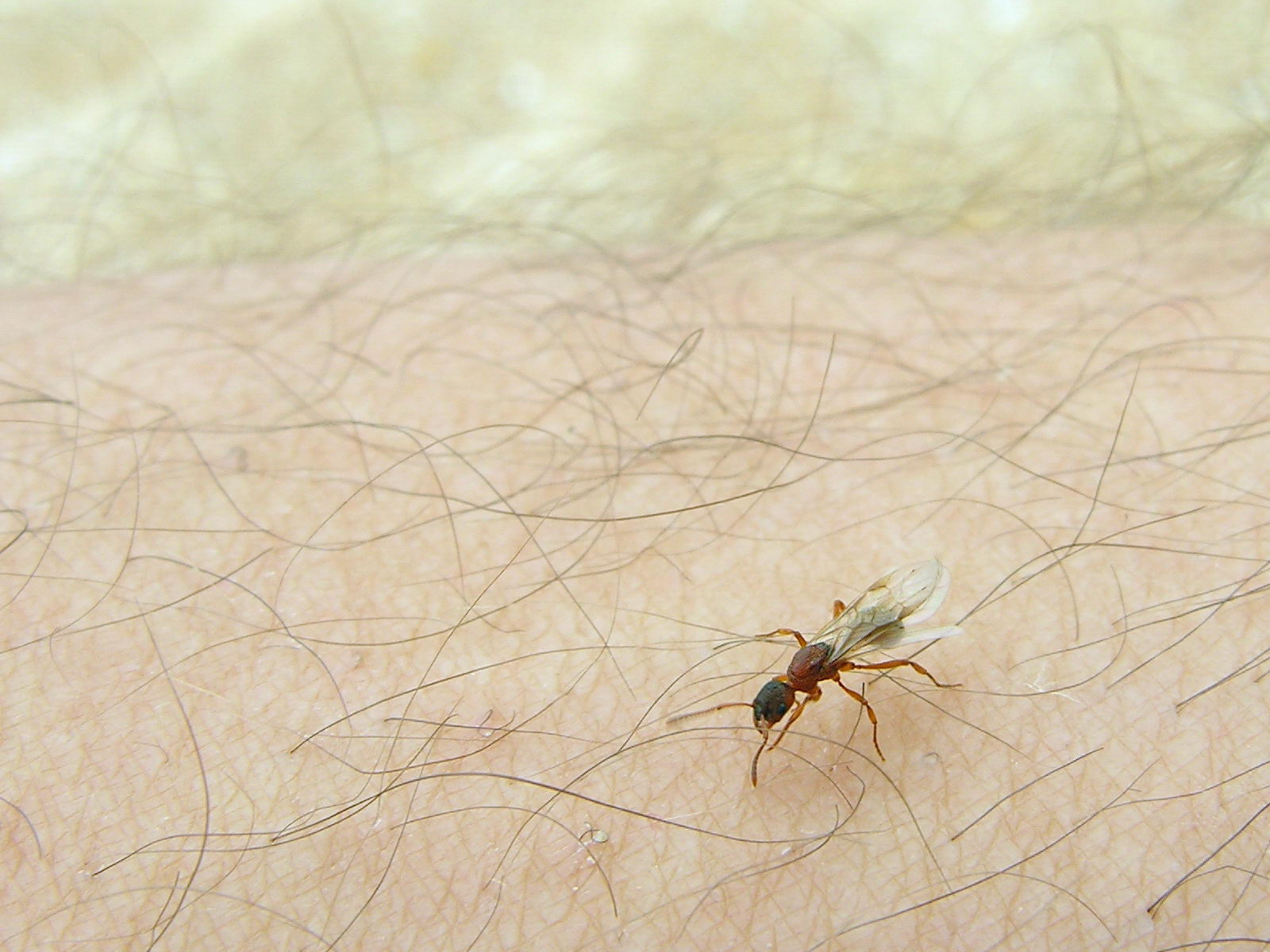
یک مورچه روی گوشت انسان

فرمیکوفیلیا (به انگلیسی: Formicophilia) یا حشره‌دوستی، نوعی از حیوان‌خواهی است که نشان دهنده جاذبه جنسی به خزیدن یا نیش زدن توسط حشرات، مانند مورچه‌ها یا دیگر موجودات کوچک است. این انحراف جنسی اغلب شامل استفاده از حشرات بر روی اندام جنسی است، اما سایر نواحی بدن نیز ممکن است در کانون توجه قرار گیرند. اثر مورد نظر ممکن است قلقلک، گزیدن، یا در مورد جانور لیسه، احساس لزجی، یا ایجاد ناراحتی روانی به شخص دیگری باشد. این اصطلاح توسط راتنین دواراجا (Ratnin Dewaraja) و جان مانی (John Money) در سال ۱۹۸۶ از فرمیکا (در زبان لاتین: مورچه) + فیلیا (در زبان یونانی: عشق) ابداع شد.